# Мимоза Несторова-Томич
Мимоза Несторова-Томич (на македонска литературна норма: Мимоза Несторова-Томиќ) е северномакедонска архитектка.

## Биография
Родена е на 21 юни 1929 година в Струга, тогава в Кралството на сърби, хървати и словенци. В 1953 година завършва Архитектурния отдел на Техническия факултет на Белградския университет и след това започва работа в Института за народна архитектура на Техническия факултет на Скопския университет. В 1964 година става асистент по проектиране на жилищни сграда в архитектурния отдел на факултета. В 1965 година започва работа в Института за урбанизъм и архитектура в Скопие, който оглавява в 1986 година, и в който в 1989 година се пенсионира.
Женена е за архитекта Любомир Томич. Техен внук е северномакедонският архитект Георги Мойсов, носител на голямата награда от Биеналето на македонскара архитектура за 2018 година.

## По-важни дела
- 1960 Жилищен блок (П+3) на улица „Алберт Айнщайн“ № 1, Скопие (с архитект Любомир Томич);
- 1965 Урбанистичен план на Старата чаршия в Скопие (с екип);
- 1968 Реконструкция на Сули хан
- 1972 – 76 Музей на Македония в Скопие (с архитект Кирил Муратовски);
- 1973 Стокова къща „Скопянка“ (Беко) на улица „Даме Груев“ в Скопие;
- 1974 Ресторантски обект „Менада“ в старата скопска чаршия;
- 1983 Урбанистично-архитектурен комплекс „Градска порта“ в Скопие (с екип);
- 1983 Пенсионерски дом в Струга.[1]

## Награди и признания
- 1977 – 13 ноември, награда на град Скопе за Музея на Македония
- 2011 – наградата за цялостно творчество „Андрей Дамянов“.[1][5]